# Fryzura
Fryzura – charakterystyczny sposób uczesania włosów, zwykle zgodny z wymogami panującej mody. Uchodzi za ważny element autoprezentacji.

## Przykłady fryzur
- afro
- bob
- chłopczyca
- crust
- czeski piłkarz
- dredy
- irokez
- kok
- kucyk, koński ogon
- loki
- łaszczówka
- osełedec
- tonsura
- warkocz

### Pojęcia związane
- grzywka, przedziałek, szopa, czupryna
- koafiura
- krepina, tresa, treska
- tupet, peruka
- trwała ondulacja, tapirowanie, trefienie
- pejsy, baki, bokobrody, bakenbardy
- broda, wąsy
- fale, fioki, pukle, piżony

### Przybory do fryzowania
- pomada, brylantyna, fiksatuar, żel do włosów
- lokówka, prostownica, suszarka